# Alexander Hamilton
Alexander Hamilton (Charlestown, Nagy-Britannia Egyesült Királyságának gyarmata, a mai Saint Kitts és Nevis területén, 1757. január 11. – New York, 1804. július 12.) amerikai államférfi, az alapító atyák közé sorolt politikus, aki bár elnök nem lett, az Amerikai Egyesült Államok első pénzügyminisztereként fontos szerepe volt az Egyesült Államok pénzügyi megerősödésében. Szobra áll a New York-i Central Parkban, valamint arcképe szerepel az amerikai tízdolláros bankjegyen is. Politikai vetélytársával, Aaron Burrel folytatott párbajának áldozata lett.

## Gyermekkora

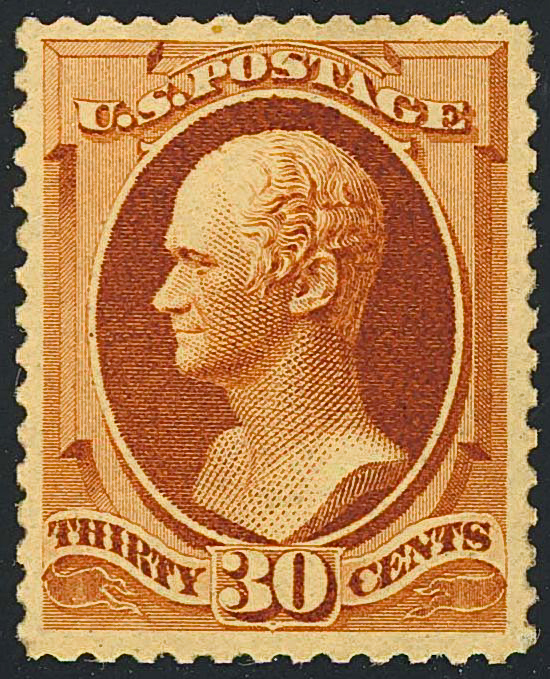
Hamilton postai bélyegen

Hamilton, James Hamilton és Rachel Faucette törvénytelen gyermekeként született a levéltári kutatások szerint 1757-ben, bár ő maga 1755-re dátumozta születési idejét. Anyja születése idején John Michael Lavine felesége volt. James Hamilton, a valódi apa még Alexander csecsemőkorában elhagyta a családot, s személyesen valószínűleg soha nem is találkoztak. Édesanyja a fiú születése után két évvel hunyt el trópusi lázban. Ezután unokatestvére vette gondozásba, akinek halála után örökölt, s így fenn tudta tartani magát.
Alexander Hamilton már korán tanúbizonyságot tett intelligenciájáról, illetve arról, hogy szeret dolgozni. Nem tudunk arról, hogy hivatalos iskolai tanulmányokat végzett-e, de olvasni és írni elég jól tudott, valamint 1771 és 1773-ban megjelentetett több verset a helyi újságban, a Dán Királyi Amerikai Közlönyben. Korán kiderült, hogy üzleti- és menedzsment tehetség. 1767-től (gyakorlatilag 11 éves korától) dolgozott a Beekman & Kruger kereskedelmi vállalatnál, majd 1771-től, amikor a tulajdonos átmenetileg New Yorkba költözött, átvette a cég ügyeinek vezetését. Egy az 1771-es hurrikánról szóló újságban megjelent beszámolója annyira lenyűgözte a sziget vezetőit, hogy úgy döntöttek, tanulni küldik az amerikai brit gyarmatokra. 1771 októberében indult el Bostonba, és soha többet nem tért vissza a Karib-térségbe.

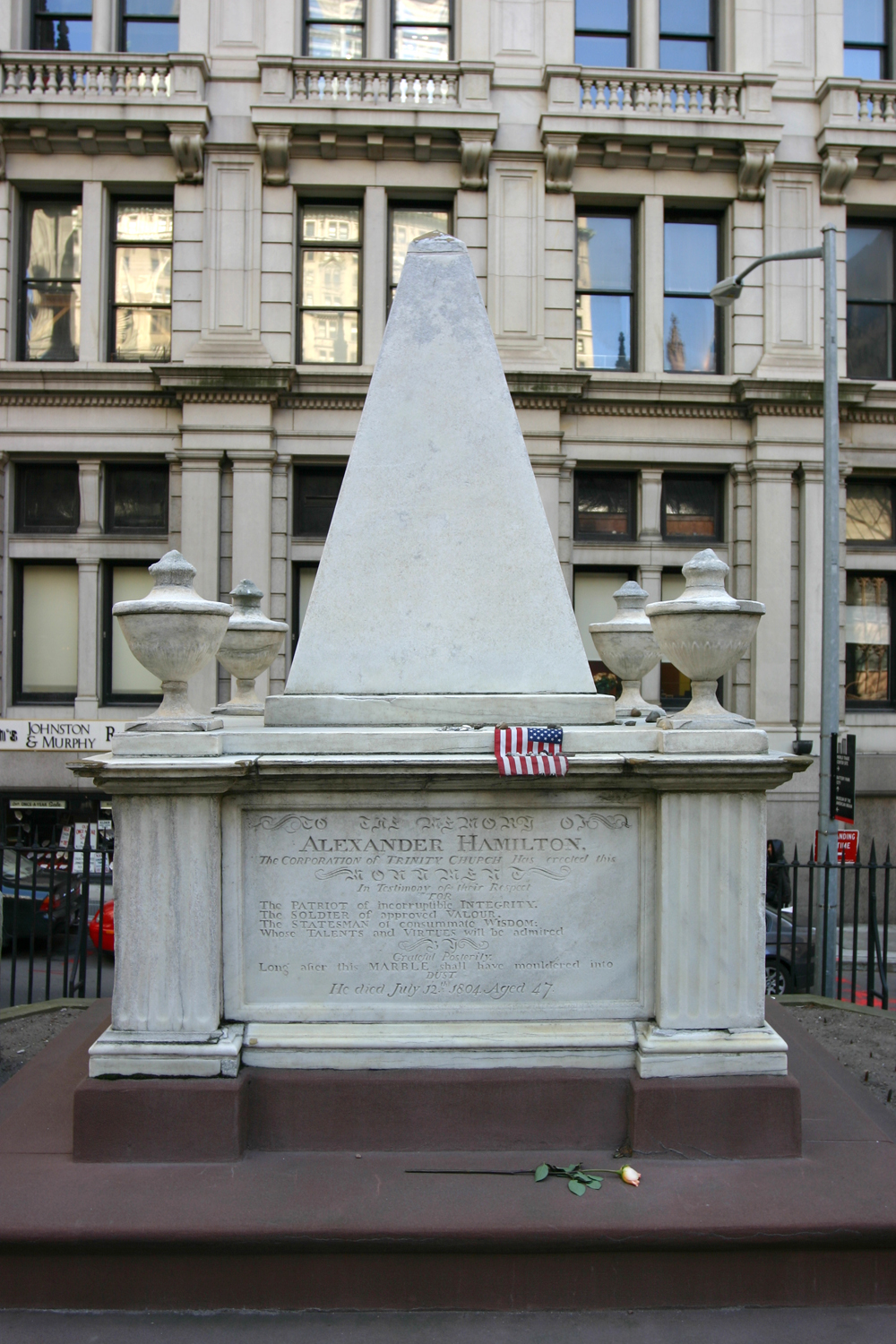
Hamilton sírja New Yorkban, a Wall Street és a Broadway találkozásánál álló Trinity Church sírkertjében

## Tanulmányai
Hogy tanulmányi hátrányát behozza, először magánúton előkészítő iskolába járt a New York melletti Elizabethtown akadémiájára. Itt elsősorban latinul és görögül tanult. Elizabethtown-i diákként került közelebbi kapcsolatba az amerikai függetlenség néhány prominens személyével, például William Livingstonnal, aki később az első republikánus kormányzó lett New Jerseyben, William Alexander Richardsonnal, aki később a Kontinentális hadsereg dandártábornoka lett, valamint Elias Boudinottal, aki a Kontinentális Kongresszus elnöki szerepét töltötte be. 1773-ban elutasította felvételi kérelmét a College of New Jersey (a mai Princetoni Egyetem), de felvételt nyert a mai Columbia Egyetem jogelődjébe, a King’s College-ba. 1774-ben megkezdte politikai karrierjét, s emiatt iskolai tanulmányait félbehagyta.

## Politikai háttér
A Függetlenségi Nyilatkozat 1776. július 4-én mondta ki az Amerikai Egyesült Államok függetlenségét. A szövetség formáját illetően két álláspont fogalmazódott meg, egyik egymástól teljesen elkülönült, független államok laza szövetségéről beszélt, mely gyakorlatilag egy államközi megállapodást jelentett csupán, míg a másik véglet a teljesen egységes új államot szorgalmazta. Kezdetben az előbbi, konföderációs modell valósult meg. A konföderáció egyetlen szövetségi szerve a kongresszus volt, amelynek egyetlen házában minden állam egy szavazattal rendelkezett. A közös védelemről az egyes államok gondoskodtak, és a tagállamok a közös kincstár fenntartásához a kongresszus által megállapított kvóta szerint járultak hozzá. Nem rendelkeztek központi végrehajtó hatalom felállításáról, és bírói szervezetet sem hoztak létre, a központi állam adót sem szedhetett, és a kereskedelmet sem szabályozhatta. Minden állam maga adóztatott, bocsátott ki fizetőeszközt és finanszírozta saját haderejét.
Ez a függetlenség többek között azt is eredményezte, hogy az ország hirtelen alkotmány és jogszabályok nélkül maradt. Ennek megoldására összehívtak egy bizottságot, melynek feladata az volt, hogy előterjessze a konföderáció tervezetét. A konföderáció azonban nem volt több, mint egy lehetséges együttműködése a tagállamok kormányzatainak. Legfőbb hátránya a végrehajtó hatalom viszonylagos gyengesége volt. A tagállamok egy úgynevezett végrehajtó bizottságot (Committee of States) választottak, amely maximum három évre választott elnököt. Noha mindegyik delegáltnak volt egy szavazata, a fontosabb döntésekhez a tagállamok közül legalább kilencnek egyet kellett értenie. Történtek próbálkozások a Konföderációs Cikkelyek megváltoztatására, de ezek sikertelenek voltak. Alexander Hamilton vetette föl az Alkotmányozó Nemzetgyűlés gondolatát 1780-ban, melynek megnyitását hosszas tervezés után 1787. május 14-ére tervezték, de ekkorra csak Philadelphia és Virginia küldöttei érkeztek meg, így az ülés kezdete kitolódott május 25-re. A problémát különösen az jelentette, hogy a küldöttek nem voltak felhatalmazva lényegi módosításokra, így komoly vita alakult ki a küldöttek között, mely a következő években Hamilton politikai karrierjét is befolyásolta, hiszen teljes erejével állt ki az új Alkotmány és az erős végrehajtó hatalom eszméje mellett.
A végül 1787. szeptember 17-én aláírt alkotmány létrejöttéhez az eltérő érdekű kisebb és nagyobb népességű államok kompromisszumára volt szükség. 1788 közepére a tizenhárom egykori gyarmat közül tizenegy már tagja volt az új uniónak, majd 1790-re Észak-Karolina és a legtovább ellenálló Rhode Island is ratifikálta az alkotmányt. 1789 tavaszán összeült az első kongresszus, és George Washington elnök letette a hivatali esküt. A föderalizmus tehát győzelmet aratott, noha még hosszú évekig viták alapja volt, s a mai napig felmerül a Szövetségi Kormány fontosságának szerepe, de az ehhez szükséges megegyezés részét képezte az is, hogy a szövetségi kormány felelősséget vállalt a 13 tagállam hadiadósságáért, amely az USA akkori GDP-jének 40%-át tette ki.

## Politikai karrierje

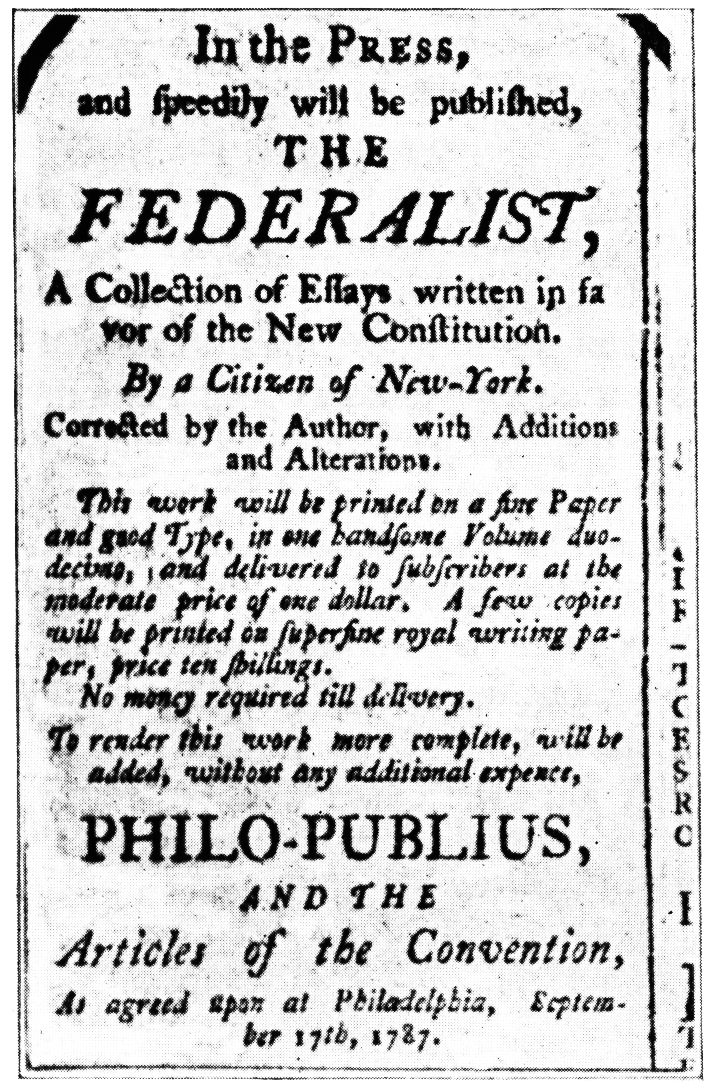
A Föderalista – Hamilton legfőbb műve

Már 1774-ben feltűnést keltett a Szabadság fiai (Sons of Liberty) csoport gyűlésein, ahol szenvedélyes hangú beszédekben, illetve megjelent újságcikkekben érvelt a függetlenség mellett.
A Függetlenségi Háborúban, kapitányi rangban vett részt, s a tüzérségben bizonyította bátorságát, például a Long Island-i, a White Plains-i és a Trenton-i csatákban. George Washington, későbbi amerikai elnök felismerte Hamilton vezetői képességeit és 1777-ben Washington szárnysegéde lett, s felismerve azt, hogy a függetlenség célját a hadsereg rossz szervezése, valamint a finanszírozás hiánya hátráltatja, mindent megtett ezek kiküszöböléséért. Ez idő alatt ismerkedett össze Philip Schuyler New York-i katonatiszt és földbirtokos lányával, Elizabethtel, akivel 1780-ban kötöttek házasságot. Nyolc gyermekük született, de házasságuk nem volt kiegyensúlyozott, mivel Hamiltonnak több szeretője is volt.
1782-től Robert Morrisnak, a Bank of North America tanácsadója lett. Később Washington elnök titkára lett, majd 1783-tól New York állam képviselője a Philadelphiában székelő Kontinentális Kongresszusnak. Fontos képviselője a Föderalisták csoportjának, amelynek célja egy erős kormányzat létrehozása volt. E célból cikksorozatot indított Publius álnéven, a születendő Alkotmány mellett. Magára az Alkotmányra mérsékelt hatással volt a politikája, de erős lobbija segítette annak ratifikálását.
George Washington 1789-es elnökké választása után felkérték, hogy legyen az Amerikai Egyesült Államok első pénzügyminisztere. Hat éven át tartó pénzügyminisztersége idején megteremtette a feltételeket az adósságállomány törlesztésére és leépítésére. Az új berendezkedésben immár a központi kormány is szedhetett adót, és megkapta a pénzkibocsátás kizárólagos jogát. Létrejött a központi bank (First Bank), valamint Hamilton javaslatára egy törlesztési alap (Sinking Fund) is.
Hivatali ideje alatt folyamatos volt a szakmai vitája Thomas Jeffersonnal, aki aggódott amiatt, hogy a központi kormányzat túl erőssé válik. A szakmai vitájuk végül életük végéig tartó ellenségeskedésbe torkollott, s ez mind a két fél különféle funkcióiról való lemondásához vezetett.
Hamilton esélyes lett volna az elnökségre (ezért is tekintik a hatodik alapító atyának), ha magánéleti kicsapongásai, s különösen egy Maria Reynoldshoz kötődő viszonya, valamint annak férjének manipulációi miatt nem sérül meg a hírneve.

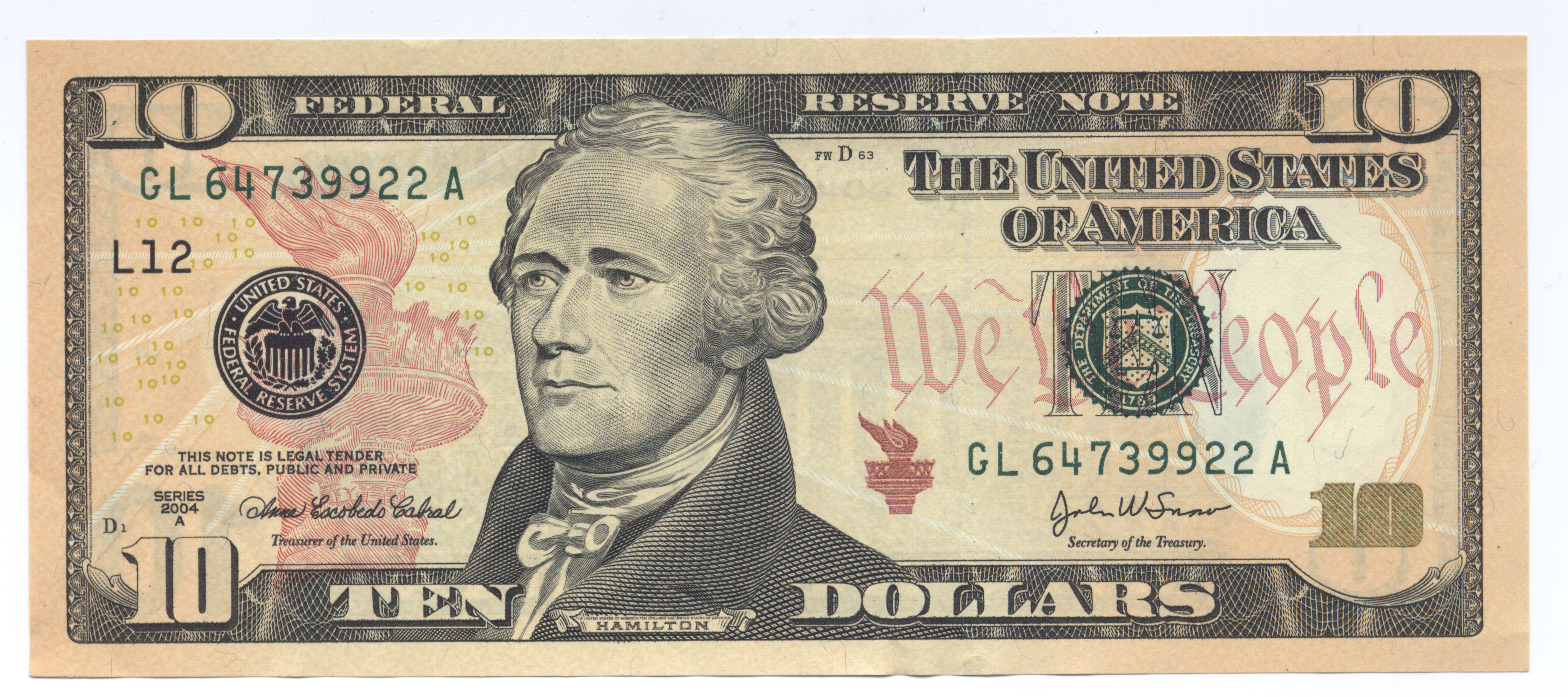
10 dolláros bankjegy Hamilton arcképével

## Legfőbb irodalmi műve
Legfőbb irodalmi műve a magyarul is olvasható „A föderalista” című műve, melyet kollegáival, John Jay (ekkor külügyminiszterrel), valamint James Madison (az Alkotmányozó Nemzetgyűlés egyik legaktívabb és legbefolyásosabb tagja, az USA negyedik elnökével) segítségével írt. Az amerikai alkotmányozás folyamatában nyilvánvaló lett, hogy az alkotmány ratifikálása a konföderáció számos államában nagy nehézségekbe, sőt ellenségeskedésbe fog ütközni. Alexander Hamilton azt indítványozta az alkotmányozás folyamatában nagy tudásával és érvelőképességével kiemelkedő James Madisonnak és John Jaynek, hogy írjanak cikksorozatot az alkotmány védelmében. Az esszék 1787-88-ban különböző New York-i újságokban láttak napvilágot, majd 1788-ban könyv alakban is. Ezek az írások mindmáig az amerikai politikaelmélet és alkotmányjog alappilléreinek számítanak.

## Konfliktusa Aaron Burrel

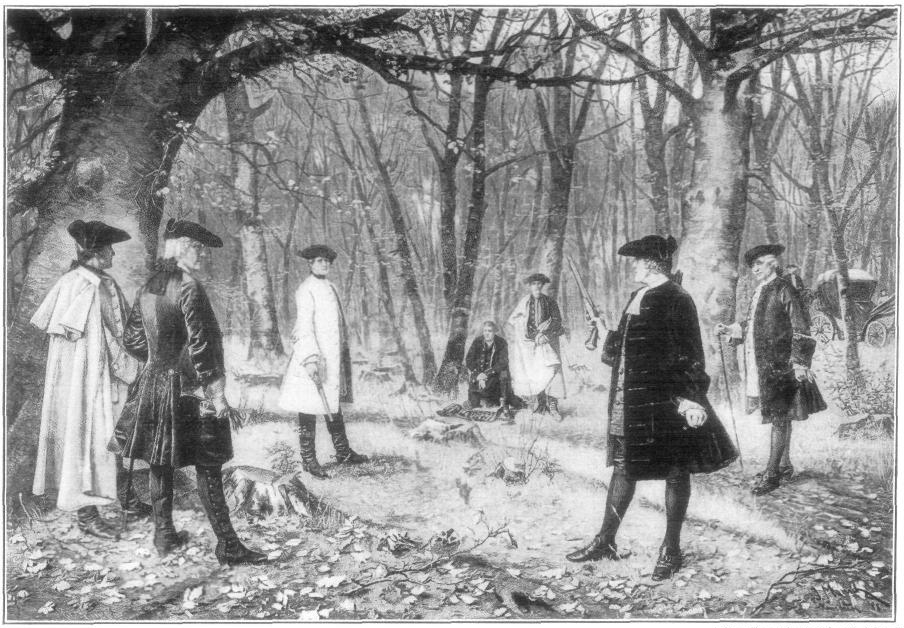
Párbaja Burrel

1783-ban a versailles-i szerződés értelmében az angol király elismerte az Amerikai Egyesült Államok függetlenségét. A még csak alakulófélben lévő államnak döntenie kellett politikai rendszeréről, állammá kellett szerveződnie. A föderalisták és a republikánusok gyakran élesen eltérő elképzelést dédelgettek Amerika jövőjével kapcsolatban. Nemegyszer olyan politikai viták generálódtak közöttük, melyekből hosszú éveken át tartó gyűlölködések születtek. 1800-ban Hamilton régi ellenfele, Aaron Burr nyilvánosságra hozott egy dokumentumot, amelyben Hamilton erősen kritizálja a szintén föderalista John Adams későbbi elnököt. Ez ellentéteket szült a föderalista pártban, ami miatt (hosszas viták és szavazategyenlőség miatt kongresszusi döntéssel) Thomas Jefferson megnyerte az elnöki széket, alelnöke pedig Aaron Burr lett. Burr négy évvel később, mandátuma lejártakor, a New York-i kormányzói címért szállt harcba, s ez ellen Hamilton minden erejével és kapcsolatrendszerével kiállt. Bár a tényleges lejárató kampányt nem elsődlegesen Hamilton szervezte, de Burr 1804 júliusában párbajra hívta ki. Maga a párbaj New York állam területén tiltott volt, ezért átmentek a szomszédos New Jersey-be. A pisztolypárbajra Weehawkenben, 1804. július 11-én került sor. Hamiltont a csípőjén találta el kihívójának golyója és másnap belehalt sérülésébe, de előtte a halálos ágyán még megbocsátott Burrnek. A feljegyzések szerint utolsó szavai az orvosához fordulva hangoztak el: „This is a mortal wound, doctor.” – „Ez egy halálos seb, doktor.”
Az amerikai történelem leghíresebb párbajának tartott küzdelem után gyilkosság címén vádat emeltek Burr ellen. Perre azonban nem került sor, Burr 1805-ig zavartalanul elláthatta az alelnöki tisztséget Thomas Jefferson elnök mellett.

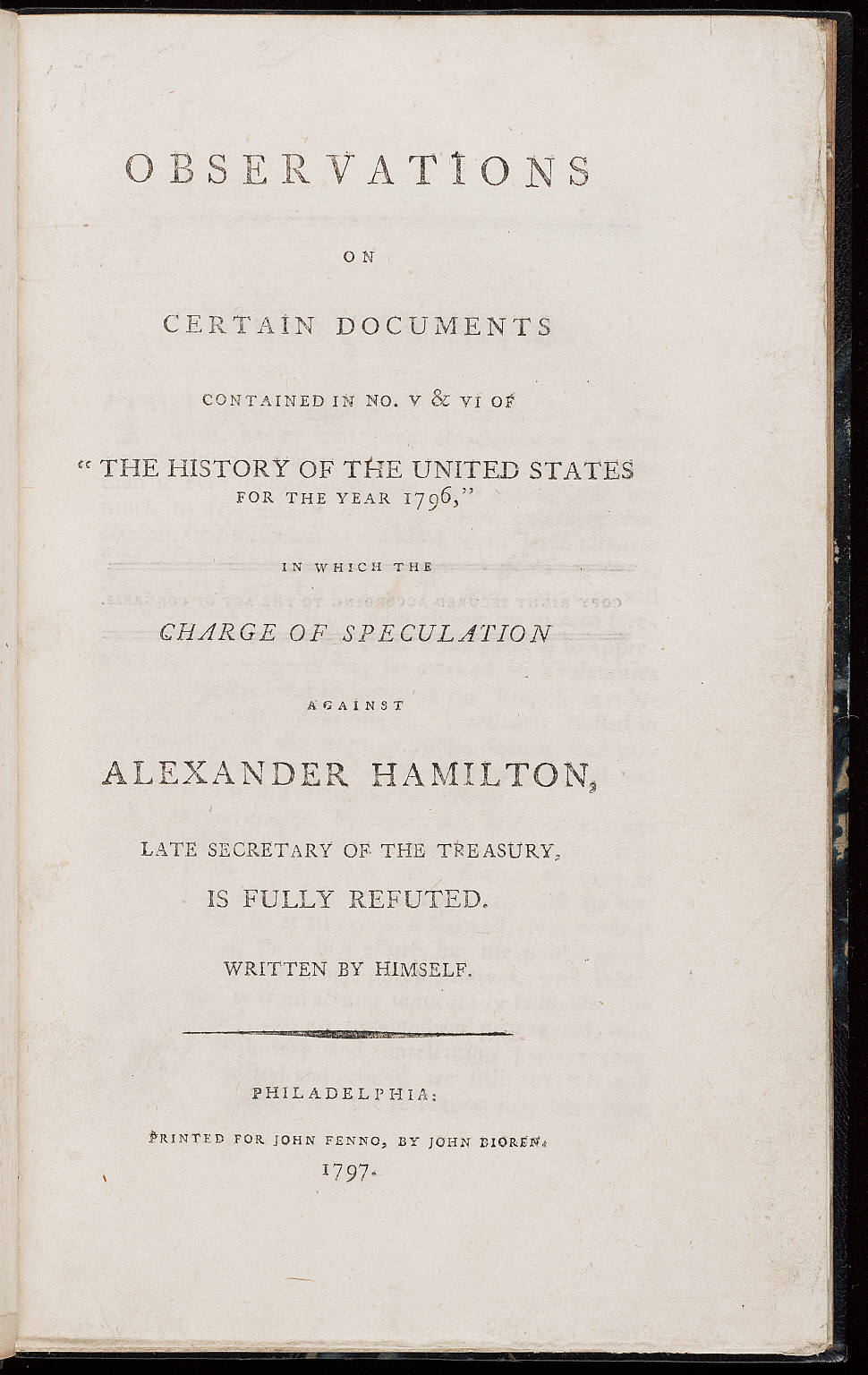
Hamilton összegyűjtött írásai

## Emlékezete

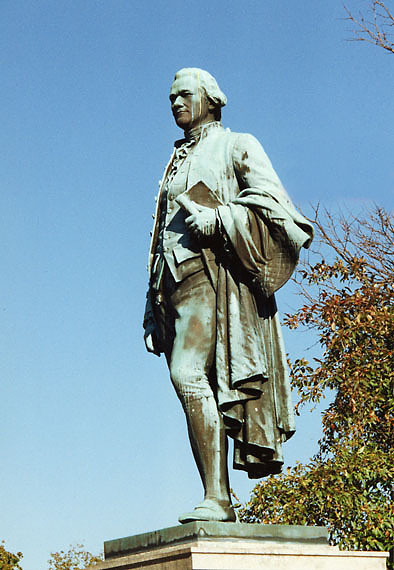
Szobra Patersonban (New Jersey állam)

Hamilton emlékére számos szobrot emeltek, többek között a New York-i Central Parkban és Washingtonban, a pénzügyminisztérium épülete előtt. 1929 óta az ő arcképe látható a 10 dolláros bankjegyen. Nevét viseli a New Yorkban található, Manhattan és Bronx közötti Alexander Hamilton-híd, melyet 1963-ban adtak át.
Az életéről: Hamilton címen mutattak be 2015-ben egy musicalt a Broadwayen, ami több kategóriában is Tony-díjat nyert. A musicalt Ron Chernow történész 2004-ben kiadott könyve alapján készítette Lin-Manuel Miranda. 2021-ben fiktív elemekkel tarkított életrajzi regény jelent meg Hamilton életéről és pályafutásáról Én alapítottam az Egyesült Államokat címmel Hilde Susan Jægtnes norvég írónő tollából, amely 2024-ben magyarul is megjelent a Cser Kiadó gondozásában, Patat Bence fordításában.